# Daniel Haller
Daniel „Dan“ Haller (* 14. September 1926 in Glendale, Kalifornien; † 18. Dezember 2024 in Hidden Hills, Kalifornien) war ein US-amerikanischer Filmarchitekt und Regisseur bei Film und Fernsehen.

## Leben und Wirken

### Als Filmarchitekt
Dan Haller erhielt kurz nach dem Zweiten Weltkrieg seine künstlerische Ausbildung am Chouinard Art Institute in Los Angeles, ehe er zu Beginn der 1950er Jahre zum Fernsehen stieß. Nach kurzer Assistenzzeit schuf er dort wie auch wenig später beim Kinofilm eine Fülle von Filmbauten, vor allem für seinen wichtigsten Arbeitgeber, den B-Film-Regisseur  und -Produzenten Roger Corman, dessen Horrorfilme der frühen 1960er Jahre, allen voran mehrere berühmt gewordene Edgar-Allan-Poe-Verfilmungen, er durch seine szenischen Entwürfe stilbildend prägen sollte. „Wie sich Regisseur Roger Corman parodistisch zu seinen Quellen (E. A. Poe) verhält, so entsprechend humorvoll sind die exzentrischen Ideen von D. H.“ befand Helmut Weihsmann.

### Als Regisseur
Mit dem Ende der Poe-Filmreihe Cormans wechselte Daniel Haller 1965 zur Regie und erhielt gleich als ersten Auftrag erneut einen Horrorfilmstoff angeboten, die Adaption von H. P. Lovecrafts Kurzgeschichte Die Farbe aus dem All, die unter dem Titel Das Grauen auf Schloß Witley in die deutschen Kinos kam und bei der Kritik auf nur wenig Gegenliebe stieß. Dieser Film wie auch das Gros der Folgearbeiten – darunter Ende der 1960er Jahre ein Biker-Streifen, ein Autorennfahrer-Drama und mit Voodoo Child ein weiterer Horrorfilm – erregte wenig Aufmerksamkeit. Seit 1971 inszenierte Haller ausschließlich Fernsehfilme bzw. einzelne Folgen zu Fernsehserien, die belegten, dass der Kalifornier lediglich ein handwerklich fähiger Gebrauchsregisseur war. 1987 zog sich Daniel Haller mit einer Folge der Serie Highwayman aus dem Filmgeschäft zurück.

## Filmografie (Auswahl)
Als Filmarchitekt
- 1952: Lamar of the Jungle (Fernsehserie)
- 1953: War Goddess
- 1956: Hot Rod Girl
- 1957: Planet der toten Seelen (War of the Satellites)
- 1958: Revolver-Kelly (Machine Gun Kelly)
- 1958: Die letzte Mahnung war aus Blei (Hot Car Girl)
- 1958: Das Grauen kam um Mitternacht (Night of the Blood Beast)
- 1958: Gangster Nr. 1 (I Mobster)
- 1958: Lola, der blonde Teufel (No Place to Land)
- 1958: Killer von Dakota (Plunderer of Painted Flats)
- 1959: Die Wespenfrau (The Wasp Woman)
- 1959: Das Vermächtnis des Professor Bondi (A Bucket of Blood)
- 1959: Auf U-17 ist die Hölle los (The Atomic Submarine)
- 1960: Robur, der Herr der sieben Kontinente (Master of the World)
- 1960: Kleiner Laden voller Schrecken (The Little Shop of Horrors)
- 1960: Die Verfluchten (House of Usher)
- 1961: Das Pendel des Todes (Pit and the Pendulum)
- 1961: Lebendig begraben (Premature Burial)
- 1961: Der grauenvolle Mr. X (Tales of Terror)
- 1962: Der Massenmörder von London (Tower of London)
- 1962: Der Rabe – Duell der Zauberer (The Raven)
- 1962: Panik im Jahre Null (Panic in Year Zero)
- 1962: The Terror – Schloß des Schreckens (The Terror)
- 1963: Tagebuch eines Mörders (Diary of a Madman)
- 1963: Sprengkommando Ledernacken (Operation Bikini)
- 1963: Der Mann mit den Röntgenaugen (X – The Man with the X-Ray Eyes)
- 1963: Die Folterkammer des Hexenjägers (The Haunted Palace)
- 1963: Ruhe Sanft GmbH (The Comedy of Terrors)
- 1964: Satanas – Das Schloß der blutigen Bestie (The Masque of the Red Death)
- 1964: Pyjama-Party (Pajama Party)
- 1964: Das Grab der Lygeia (The Tomb of Ligeia)
- 1965: Dr. Goldfoot und seine Bikini-Maschine (Dr. Goldfoot and the Bikini Machine)
- 1966: Erbschaft um Mitternacht (The Ghost in the Invisible Bikini)
- 1966: Morgen holt euch der Teufel (Fireball 500)
- 1967: Donner-Teufel (Thunder Alley)

Als Regisseur bei (bis 1970) Kino- und (ab 1971) Fernsehproduktionen
- 1965: Das Grauen auf Schloß Witley (Die, Monster, Die!)
- 1967: Rebellen in Lederjacken (Devil’s Angels)
- 1968: The Wild Racers
- 1970: Voodoo Child (The Dunwich Horror)
- 1970: Paddy
- 1970: Die Geliebte des Priesters (Pieces of Dreams)
- 1971: Los Angeles 1937 (Banyon, Serie)
- 1972–1974: Owen Marshall – Strafverteidiger (mehrere Folgen)
- 1972–1974: Der Chef (mehrere Folgen)
- 1974–1976: Einsatz in Manhattan (mehrere Folgen dieser Serie)
- 1977: Black Beauty (TV-Mehrteiler)
- 1978: Little Mo
- 1978: A Double Life
- 1979: Buck Rogers (Buck Rogers in the 25th Century)
- 1979: Kampfstern Galactica (mehrere Folgen dieser Serie)
- 1979: Abrechnung um Mitternacht (High Midnight)
- 1979–1980: Sheriff Lobo (The Misadventures of Sheriff Lobo, 8 Folgen)
- 1980: The Georgia Peaches
- 1981: Mörderische Geschäfte (Margin for Murder)
- 1982: Knight Rider (mehrere Folgen dieser Serie)
- 1981–1986: Ein Colt für alle Fälle (mehrere Folgen)
- 1986: Matlock (mehrere Folgen)